# ستيف بوند
ستيف بوند (بالعبرية: סטיב בונד‏) هو عارض وممثل إسرائيلي، ولد في 22 أبريل 1953 بحيفا في إسرائيل.

## وصلات خارجية
- ستيف بوند على موقع IMDb (الإنجليزية)
- ستيف بوند على موقع أول موفي (الإنجليزية)
- ستيف بوند على موقع قاعدة بيانات الفيلم (الإنجليزية)